# Mellicta bathilda
Mellicta bathilda är en fjärilsart som beskrevs av Hans Fruhstorfer 1923. Mellicta bathilda ingår i släktet Mellicta och familjen praktfjärilar. Inga underarter finns listade i Catalogue of Life.